# Pantágoro
Els pantàgoro (Patángoro; de vegades Palenque, segons assentaments fortificats) va ser una tribu indígena carib de l'oest de Colòmbia que va desaparèixer en algun moment del segle XVI. Segons alguns altres lingüistes, els pantágoro es classifica com a parlants de llengües txibtxa. El seu territori forma part de la Reserva Natural Río Claro, territori protegit.
Eren un poble agrícola dedicat al cultiu de blat de moro, iuca (mandioca dolça no tòxica), mongetes, alvocats i altres fruites. El sòl es netejava i es preparava per al cultiu amb un sistema d'artigatge, i l'eina principal era un pal de cavar. La pesca també era una font important d'alimentació, mentre que la caça no era tan significativa. Els únics animals domèstics, per dir-ho d'alguna manera, eren ocells domesticats, que necessitaven per les seves plomes.
Els pobles tenien de 50 a 100 cases, sovint en llocs i protegits per palissades per tal de protegir-se de possibles enemics. La roba que portaven era mínima, els homes caminaven nus, mentre que les dones només portaven un tros de cotó sobre els genitals. Es practicava la deformació del crani i els ornaments eren de plomes o perles. Poques vegades portaven or. Poc se sap de l'artesania, però coneixien la ceràmica. El matrimoni consistia en l'intercanvi comercial de les germanes de dos homes i, sovint, els homes tenien vàries esposes que eren germanes. La divinitat principal era Am, el déu del vent.